# Kiel-Hassee CITTI-PARK
Kiel-Hassee CITTI-PARK (niem: Bahnhof Kiel-Hassee CITTI-PARK) – stacja kolejowa w Kilonii, w regionie Szlezwik-Holsztyn, w Niemczech. Znajduje się w dzielnicy Hassee, na liniach z Kilonii do Flensburga i Husum. Stacja została reaktywowana w 2007 roku jako projekt o nazwie Partnerstwo Publiczno-Prywatne w transporcie pasażerskim. Koszty projektu po jednej trzeciej pokryły rząd Szlezwiku-Holsztyna, miasto Kilonia i centrum handlowe CITTI PARK.
Według klasyfikacji Deutsche Bahn posiada kategorię 6.

## Historia
Linia Kilonia-Flensburg została otwarta w 1881 roku. Kiedy Hesse było jeszcze samodzielną gminą wybudowano przystanek kolejowy. Znaczenie stacji wzrosło wraz z budową linii kolejowej do Rendsburga, otwartej 15 października 1904. Linię towarową do stacji Kiel West, która obsługiwała fabryki w zachodniej części miasta, otwarto w 1924 roku. Stacja pasażerska została zamknięta w 1981 roku. Trasę do Kiel-West został zamknięto w 1993 roku.
W 2007 ruch pasażerski w Kiel-Hassee wznowiono, nowe perony znajdują się około 250 mn na północ od starych. Jest obsługiwany co godzinę w dni powszednie przez pociągi regionalne kursujące między Kilonią i Eckernförde tak, że w niedziele pociągi nie kursują. Od grudnia 2014 wprowadzono również postoje dla pociągów w kierunku Rendsburga.
Nowa stacja ma dwa 160 metrowe perony boczne, na które można się dostać kładką ze schodami i windą. Kładka prowadzi bezpośrednio to centrum handlowego.
Dawny budynek dworca nadal istnieje, jest on użytkowany jako klub młodzieżowy.

## Linie kolejowe
- Kilonia – Flensburg
- Husum – Kilonia
- Kiel-Hassee – Kiel West